# Emis Killa

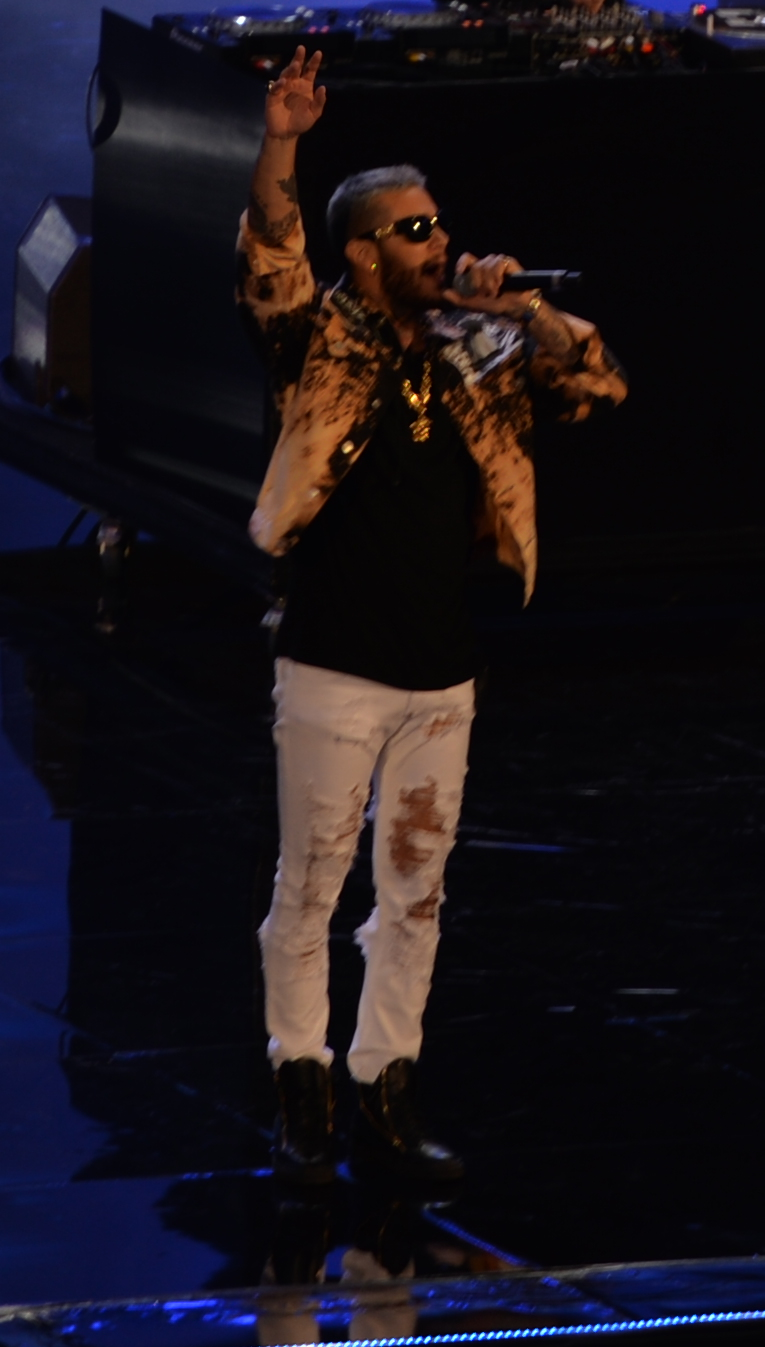
Emis Killa während der Wind Music Awards 2016

Emis Killa (* 14. November 1989 in Vimercate als Emiliano Rudolf Giambelli) ist ein italienischer Rapper.

## Karriere
Schon mit 14 Jahren begann Giambelli zu rappen. Doch erst 2007 machte er durch die Teilnahme am Wettbewerb Tecniche perfette auf sich aufmerksam, bei dem er den Titel als italienischer Meister des Freestyle-Rap holte. Beim unabhängigen Label des Kollektivs Blocco Records veröffentlichte er in der Folge Mixtapes wie Keta Music und Champagne e spine; letzteres machte den Rapper auch im Internet populär.
2011 unterschrieb Emis Killa einen Plattenvertrag bei Carosello Records und veröffentlichte das Album Il peggiore als Gratisdownload. Das erste offizielle Album war L’erba cattiva und erschien Anfang 2012. Erfolgreiche Single daraus war Parole di ghiaccio. Zusammen mit Club Dogo, J-Ax und Marracash (als Rapper per Emilia) nahm er anlässlich des Erdbebens in Norditalien auch die Charitysingle Se il mondo fosse auf, die bis auf Platz zwei der Charts kam. Ende des Jahres legte er L’erba cattiva in der Gold Version neu auf.
Als zweites Album erschien 2013 Mercurio. Dieses erreichte Platz eins der italienischen Albumcharts. Nach mehreren Singles nahm er 2014 für Sky Italia das offizielle Lied zur Fußball-WM in Brasilien auf, Maracanã. Das Lied wurde Emis Killas erster Nummer-eins-Hit und war auf der 5 Star Edition von Mercurio enthalten. 2015 erschien mit Keta Music Vol. 2 wieder ein Mixtape bei Blocco Records. Im Jahr 2016 trat der Rapper bei der vierten Ausgabe von The Voice of Italy als Juror in Erscheinung und ließ im Oktober das Album Terza stagione folgen.

## Diskografie

### Alben
| Jahr | Titel Musiklabel                                        | Höchstplatzierung, Gesamtwochen, AuszeichnungChartplatzierungen (Jahr, Titel, Musiklabel, Platzierungen, Wochen, Auszeichnungen, Anmerkungen) | Höchstplatzierung, Gesamtwochen, AuszeichnungChartplatzierungen (Jahr, Titel, Musiklabel, Platzierungen, Wochen, Auszeichnungen, Anmerkungen) | Anmerkungen                                                                     | [↑]: gemeinsam behandelt mit vorhergehendem Eintrag; [←]: in beiden Charts platziert |
| Jahr | Titel Musiklabel                                        | IT | CH | Anmerkungen                                                                     |                                                                                      |
| ---- | ------------------------------------------------------- | --- | --- | ------------------------------------------------------------------------------- | ------------------------------------------------------------------------------------ |
| 2012 | L’erba cattiva Carosello                                | IT4 Platin · (69 Wo.)IT | — | Erstveröffentlichung: 24. Januar 2012 Verkäufe: + 60.000                        |                                                                                      |
| 2012 | L’erba cattiva (Gold Version) Carosello[IT: ↑]          | IT4 Platin · (69 Wo.)IT | — | Erstveröffentlichung: 20. November 2012                                         |                                                                                      |
| 2013 | Mercurio Carosello                                      | IT1 ×2Doppelplatin · (72 Wo.)IT | — | Erstveröffentlichung: 22. Oktober 2013 Verkäufe: + 100.000                      |                                                                                      |
| 2016 | Terza stagione Carosello                                | IT1 Platin · (34 Wo.)IT | CH32 (1 Wo.)CH | Erstveröffentlichung: 14. Oktober 2016 Verkäufe: + 50.000                       |                                                                                      |
| 2018 | Supereroe Carosello                                     | IT1 ×2Doppelplatin · (85 Wo.)IT | CH51 (1 Wo.)CH | Erstveröffentlichung: 12. Oktober 2018 Verkäufe: + 100.000                      |                                                                                      |
| 2019 | Supereroe: Bat Edition Carosello[IT: ↑]                 | IT1 ×2Doppelplatin · (85 Wo.)IT | — | Erstveröffentlichung: 21. Juni 2019                                             |                                                                                      |
| 2020 | 17 Epic Records (SME)                                   | IT1 ×2Doppelplatin · (85 Wo.)IT | CH30 (2 Wo.)CH | Erstveröffentlichung: 18. September 2020 Verkäufe: + 100.000; mit Jake La Furia |                                                                                      |
| 2021 | 17 (Dark Edition) Epic Records (SME)[IT: ↑]             | IT1 ×2Doppelplatin · (85 Wo.)IT | — | Erstveröffentlichung: 25. Juni 2021 mit Jake La Furia                           |                                                                                      |
| 2022 | L’erba cattiva - 10 Years Anniversary Edition Carosello | IT49 (1 Wo.)IT | — | Erstveröffentlichung: 16. Dezember 2022                                         |                                                                                      |
| 2023 | Effetto notte Epic Records (SME)                        | IT1 Platin · (36 Wo.)IT | CH18 (1 Wo.)CH | Erstveröffentlichung: 19. Mai 2023 Verkäufe: + 50.000                           |                                                                                      |
| 2023 | Effetto notte (L’Alba) Epic Records (SME)[IT: ↑]        | IT1 Platin · (36 Wo.)IT | — | Erstveröffentlichung: 24. November 2023                                         |                                                                                      |

### Mixtapes
| Jahr | Titel Musiklabel                     | Höchstplatzierung, Gesamtwochen, AuszeichnungChartplatzierungen (Jahr, Titel, Musiklabel, Platzierungen, Wochen, Auszeichnungen, Anmerkungen) | Höchstplatzierung, Gesamtwochen, AuszeichnungChartplatzierungen (Jahr, Titel, Musiklabel, Platzierungen, Wochen, Auszeichnungen, Anmerkungen) | Anmerkungen                                            |
| Jahr | Titel Musiklabel                     | IT | CH | Anmerkungen                                            |
| ---- | ------------------------------------ | --- | --- | ------------------------------------------------------ |
| 2021 | Keta Music Vol. 3 Epic Records (SME) | IT1 Gold · (13 Wo.)IT | CH64 (1 Wo.)CH | Erstveröffentlichung: 23. Juli 2021 Verkäufe: + 25.000 |

Weitere Mixtapes
- 2009: Keta Music
- 2010: Champagne e spine
- 2011: The Flow Clocker Vol. 1
- 2015: Keta Music Vol. 2

### Singles
| Jahr | Titel Album                                                            | Höchstplatzierung, Gesamtwochen, AuszeichnungChartsChartplatzierungen (Jahr, Titel, Album, Platzierungen, Wochen, Auszeichnungen, Anmerkungen) | Anmerkungen                                                                                         |
| Jahr | Titel Album                                                            | IT | Anmerkungen                                                                                         |
| --- | ---------------------------------------------------------------------- | --- | --------------------------------------------------------------------------------------------------- |
| 2012 | Cashwoman L’erba cattiva                                               | IT38 (7 Wo.)IT | Erstveröffentlichung: 6. Januar 2012                                                                |
| 2012 | Parole di ghiaccio L’erba cattiva                                      | IT21 ×2Doppelplatin · (51 Wo.)IT | Erstveröffentlichung: 9. März 2012 Verkäufe: + 100.000                                              |
| 2012 | Dietro front L’erba cattiva                                            | IT98 (1 Wo.)IT | Erstveröffentlichung: 18. Mai 2012 feat. Fabri Fibra                                                |
| 2012 | Se il mondo fosse –                                                    | IT2 Platin · (14 Wo.)IT | Erstveröffentlichung: 30. Juni 2012 Verkäufe: + 30.000; mit Club Dogo, J-Ax & Marracash             |
| 2012 | Il king L’erba cattiva (Gold Version)                                  | IT57 (8 Wo.)IT | Erstveröffentlichung: 9. November 2012                                                              |
| 2013 | Scordarmi chi ero Mercurio                                             | IT35 Platin · (17 Wo.)IT | Erstveröffentlichung: 18. Oktober 2013 Verkäufe: + 50.000                                           |
| 2013 | A cena dai tuoi Mercurio                                               | IT86 Gold · (5 Wo.)IT | Erstveröffentlichung: 2. Dezember 2013 Verkäufe: + 25.000; feat. J-Ax                               |
| 2014 | Maracanã Mercurio – 5 Stars Edition                                    | IT1 Platin · (23 Wo.)IT | Erstveröffentlichung: 28. Mai 2014 Verkäufe: + 30.000                                               |
| 2014 | Che abbia vinto o no Il ricco, il povero e il maggiordomo (Soundtrack) | IT100 (1 Wo.)IT | Erstveröffentlichung: 4. Dezember 2014 feat. Antonella Lo Coco                                      |
| 2015 | I.L.T.G. (I Love This Game) –                                          | IT44 (1 Wo.)IT | Erstveröffentlichung: 18. Mai 2015                                                                  |
| 2016 | Cult Terza stagione                                                    | IT69 Platin · (7 Wo.)IT | Erstveröffentlichung: 6. Juni 2016 Verkäufe: + 50.000                                               |
| 2016 | Parigi Terza stagione                                                  | IT72 Gold · (1 Wo.)IT | Erstveröffentlichung: 14. Oktober 2016 Verkäufe: + 25.000; feat. Neffa                              |
| 2017 | Linda –                                                                | IT21 Platin · (13 Wo.)IT | Erstveröffentlichung: 25. Oktober 2017 Verkäufe: + 50.000                                           |
| 2018 | Serio –                                                                | IT11 Platin · (15 Wo.)IT | Erstveröffentlichung: 9. Februar 2018 Verkäufe: + 50.000; feat. Capo Plaza                          |
| 2018 | Rollercoaster Supereroe                                                | IT18 ×2Doppelplatin · (32 Wo.)IT | Erstveröffentlichung: 8. Juni 2018 Verkäufe: + 100.000                                              |
| 2018 | Fuoco e benzina Supereroe                                              | IT4 ×2Doppelplatin · (31 Wo.)IT | Erstveröffentlichung: 5. Oktober 2018 Verkäufe: + 100.000                                           |
| 2019 | La mia malattia Supereroe: Bat Edition                                 | IT66 Gold · (5 Wo.)IT | Erstveröffentlichung: 9. April 2019 Verkäufe: + 35.000                                              |
| 2019 | Tijuana Supereroe: Bat Edition                                         | IT50 (1 Wo.)IT | Erstveröffentlichung: 31. Mai 2019                                                                  |
| 2020 | Malandrino 17                                                          | IT39 Gold · (3 Wo.)IT | Erstveröffentlichung: 24. Juli 2020 Verkäufe: + 35.000; mit Jake La Furia                           |
| 2020 | Medaglia 17                                                            | IT43 (2 Wo.)IT | Erstveröffentlichung: 18. September 2020 mit Jake La Furia                                          |
| 2021 | L’Ultima volta 17                                                      | IT9 Platin · (8 Wo.)IT | Erstveröffentlichung: 21. Oktober 2021 Verkäufe: + 70.000; mit Jake La Furia feat. Massimo Pericolo |
| 2024 | Butterfly –                                                            | IT96 (1 Wo.)IT | Erstveröffentlichung: 8. März 2024 feat. Simba La Rue                                               |
| 2024 | Sexy Shop –                                                            | IT3 ×2Doppelplatin · (22 Wo.)IT | Erstveröffentlichung: 31. Mai 2024 Verkäufe: + 200.000; mit Fedez                                   |
| 2024 | Nino nino –                                                            | IT90 (1 Wo.)IT | Erstveröffentlichung: 13. September 2024 mit Merk & Kremont & Massimo Pericolo                      |
| 2025 | Demoni –                                                               | IT80 (2 Wo.)IT | Erstveröffentlichung: 4. Februar 2025                                                               |
| 2025 | In auto alle 6:00 –                                                    | IT20 (4 Wo.)IT | Erstveröffentlichung: 2. Mai 2025 feat. Lazza & Takagi & Ketra                                      |
| Folgende Lieder erschienen nicht als Single, wurden aber durch das Album zum Download und Streaming bereitgestellt und konnten somit eine Platzierung erlangen: |                                                                        | | |
| |                                                                        | | |
| 2012 | È meglio così L’erba cattiva (Gold Version)                            | IT99 (1 Wo.)IT | |
| 2013 | Lettera dall’inferno Mercurio                                          | IT82 (1 Wo.)IT | |
| 2013 | MB45 Mercurio                                                          | IT84 (1 Wo.)IT | |
| 2013 | A cena dai tuoi Mercurio                                               | IT86 Gold · (5 Wo.)IT | Verkäufe: + 25.000; feat. J-Ax                                                                      |
| 2018 | Claro Supereroe                                                        | IT11 (3 Wo.)IT | feat. Vegas Jones & Gemitaiz                                                                        |
| 2018 | Dope 2 Supereroe                                                       | IT12 (3 Wo.)IT | feat. 6ix9ine & Pashapg                                                                             |
| 2018 | Cocaina Supereroe                                                      | IT13 (3 Wo.)IT | feat. Capo Plaza                                                                                    |
| 2018 | Adios Supereroe                                                        | IT16 (2 Wo.)IT | feat. Gué Pequeno                                                                                   |
| 2018 | Supereroe                                                              | IT22 (3 Wo.)IT | |
| 2018 | Senza cuore & senza nome Supereroe                                     | IT27 (2 Wo.)IT | feat. Carl Brave                                                                                    |
| 2018 | Donald Trump Supereroe                                                 | IT28 (2 Wo.)IT | |
| 2018 | Open Water Supereroe                                                   | IT31 (2 Wo.)IT | |
| 2018 | Quella foto di noi due Supereroe                                       | IT34 Gold · (2 Wo.)IT | Verkäufe: + 50.000                                                                                  |
| 2018 | Mille Strade Supereroe                                                 | IT51 (2 Wo.)IT | |
| 2018 | Come fossimo cowboy Supereroe                                          | IT55 (2 Wo.)IT | |
| 2020 | Sparami 17                                                             | IT6 Gold · (4 Wo.)IT | Verkäufe: + 35.000; mit Jake La Furia feat. Salmo & Fabri Fibra                                     |
| 2020 | No insta 17                                                            | IT10 Gold · (4 Wo.)IT | Verkäufe: + 35.000; mit Jake La Furia feat. Lazza                                                   |
| 2020 | Broken Language 17                                                     | IT12 Gold · (3 Wo.)IT | Verkäufe: + 35.000; mit Jake La Furia                                                               |
| 2020 | Renè & Francis 17                                                      | IT16 Gold · (3 Wo.)IT | Verkäufe: + 50.000; mit Jake La Furia                                                               |
| 2020 | Cowboy 17                                                              | IT24 (2 Wo.)IT | mit Jake La Furia feat. Tedua                                                                       |
| 2020 | Gli amici miei 17                                                      | IT25 (2 Wo.)IT | mit Jake La Furia feat. Lazza                                                                       |
| 2020 | Lontano da me 17                                                       | IT27 (2 Wo.)IT | mit Jake La Furia                                                                                   |
| 2020 | Amore tossico 17                                                       | IT35 (2 Wo.)IT | mit Jake La Furia                                                                                   |
| 2020 | 666 17                                                                 | IT36 (2 Wo.)IT | mit Jake La Furia                                                                                   |
| 2020 | Toro loco 17                                                           | IT38 Gold · (2 Wo.)IT | Verkäufe: + 50.000; mit Jake La Furia                                                               |
| 2020 | La mia prigione 17                                                     | IT40 (2 Wo.)IT | mit Jake La Furia                                                                                   |
| 2020 | Maleducato 17                                                          | IT42 (1 Wo.)IT | mit Jake La Furia                                                                                   |
| 2020 | Quello che non ho 17                                                   | IT49 (1 Wo.)IT | mit Jake La Furia                                                                                   |
| 2020 | Il seme del male 17                                                    | IT59 (1 Wo.)IT | mit Jake La Furia                                                                                   |
| 2021 | No cap 17 (Dark Edition)                                               | IT13 Platin · (9 Wo.)IT | Verkäufe: + 70.000; mit Jake La Furia feat. Geolier                                                 |
| 2021 | Per tutta la città 17 (Dark Edition)                                   | IT42 (1 Wo.)IT | mit Jake La Furia feat. Ernia                                                                       |
| 2021 | Più Lei Che Noi 17 (Dark Edition)                                      | IT81 (1 Wo.)IT | mit Jake La Furia feat. Rkomi                                                                       |
| 2021 | Ok Così 17 (Dark Edition)                                              | IT99 (1 Wo.)IT | mit Jake La Furia                                                                                   |
| 2021 | Morto di fame Keta Music Vol. 3                                        | IT34 Gold · (3 Wo.)IT | Verkäufe: + 50.000; feat. Lazza                                                                     |
| 2021 | Notte gialla Keta Music Vol. 3                                         | IT45 Gold · (1 Wo.)IT | Verkäufe: + 50.000; feat. Madame                                                                    |
| 2021 | Ne male e nel bene Keta Music Vol. 3                                   | IT56 (1 Wo.)IT | feat. Massimo Pericolo                                                                              |
| 2021 | Jam Session Keta Music Vol. 3                                          | IT62 (1 Wo.)IT | feat. Gemitaiz                                                                                      |
| 2021 | Qualche sasso Keta Music Vol. 3                                        | IT62 (1 Wo.)IT | |
| 2021 | No police no problem Keta Music Vol. 3                                 | IT74 (1 Wo.)IT | feat. J. Lord                                                                                       |
| 2021 | Street Movie Keta Music Vol. 3                                         | IT84 (1 Wo.)IT | feat. Jake La Furia & Rollzrois                                                                     |
| 2021 | I soldi degli altri Keta Music Vol. 3                                  | IT86 (1 Wo.)IT | feat. Jake La Furia & Montenero                                                                     |
| 2021 | Psycho Keta Music Vol. 3                                               | IT89 (1 Wo.)IT | feat. Rose Villain                                                                                  |
| 2023 | On Fire (Paid in Full) Effetto notte                                   | IT1 Platin · (13 Wo.)IT | Verkäufe: + 100.000; feat. Sfera Ebbasta                                                            |
| 2023 | Senz’anima (Nikita) Effetto notte                                      | IT14 Gold · (4 Wo.)IT | Verkäufe: + 50.000; feat. Lazza                                                                     |
| 2023 | Col cuore in Gola (Lords of Dogtown) Effetto notte                     | IT21 (2 Wo.)IT | |
| 2023 | Albicoca (Lolita) Effetto notte                                        | IT29 (1 Wo.)IT | feat. Guè                                                                                           |
| 2023 | Viscerale (Closer) Effetto notte                                       | IT32 (1 Wo.)IT | feat. Rizzo                                                                                         |
| 2023 | Big Bang (Upside Down) Effetto notte                                   | IT34 (1 Wo.)IT | |
| 2023 | Toxic (Trainspotting) Effetto notte                                    | IT38 (1 Wo.)IT | feat. Salmo                                                                                         |
| 2023 | Lontano (Carlito’s Way) Effetto notte                                  | IT41 (1 Wo.)IT | feat. Neima Ezza                                                                                    |
| 2023 | Pacino (The Godfather) Effetto notte                                   | IT45 (1 Wo.)IT | |
| 2023 | MC Drive (La haine) Effetto notte                                      | IT49 (1 Wo.)IT | feat. Ernia & Coez                                                                                  |
| 2023 | Maserati (The Wolf of Wall Street) Effetto notte                       | IT55 (1 Wo.)IT | |
| 2023 | Attori di strada (Ragazzi fuore) Effetto notte                         | IT57 (1 Wo.)IT | |
| 2023 | Sonny (City of God) Effetto notte                                      | IT58 (1 Wo.)IT | |
| 2023 | Bel finale (The Butterfly Effect) Effetto notte                        | IT79 (1 Wo.)IT | |
| 2023 | Ray Liotta (Goodfellas) Effetto notte (L’Alba)                         | IT49 (1 Wo.)IT | mit Capo Plaza, Jake La Furia & Baby Gang                                                           |

Weitere Singles
- 2012: L’erba cattiva
- 2012: Chissà se
- 2014: Essere umano
- 2016: Non era vero
- 2016: Dal basso
- 2016: Quello di prima

Weitere Lieder mit Auszeichnungen
- 2013: Soli (assieme) – Gold (25.000+)[2]
- 2016: Non è facile (feat. Jake La Furia) – Gold (25.000+)[2]

### Gastbeiträge
| Jahr | Titel Album                                                  | Höchstplatzierung, Gesamtwochen, AuszeichnungChartsChartplatzierungen (Jahr, Titel, Album, Platzierungen, Wochen, Auszeichnungen, Anmerkungen) | Anmerkungen |
| Jahr | Titel Album                                                  | IT | Anmerkungen |
| --- | ------------------------------------------------------------ | --- | --- |
| 2012 | Giusto un giro King del rap                                  | IT65 Gold · (10 Wo.)IT | Erstveröffentlichung: 19. Juni 2012 Verkäufe: + 25.000; Marracash feat. Emis Killa                                |
| 2019 | Como te Emanuele                                             | IT66 Gold · (1 Wo.)IT | Erstveröffentlichung: 22. März 2019 Verkäufe: + 25.000; Geolier feat. Emis Killa                                  |
| 2019 | Mon fre –                                                    | IT24 ×2Doppelplatin · (30 Wo.)IT | Erstveröffentlichung: 19. Juli 2019 Verkäufe: + 140.000; Shiva feat. Emis Killa                                   |
| 2020 | Rosa naturale –                                              | IT74 (1 Wo.)IT | Erstveröffentlichung: 10. Januar 2020 Roshelle feat. Emis Killa                                                   |
| 2021 | Fa’ o’ brav’ Rivoluzione                                     | IT59 (1 Wo.)IT | Erstveröffentlichung: 5. November 2021 Rocco Hunt feat. Emis Killa, Yung Snapp, MV Killa & Lele Blade             |
| 2021 | Il doc 4 –                                                   | IT39 (4 Wo.)IT | Erstveröffentlichung: 14. Februar 2024 Villabanks feat. Ernia, Emis Killa, Niky Savage & Andry the Hitmaker       |
| Folgende Lieder erschienen nicht als Single, wurden aber durch das Album zum Download und Streaming bereitgestellt und konnten somit eine Platzierung erlangen: |                                                              | | |
| |                                                              | | |
| 2016 | Non me ne vado Nonostante tutto                              | IT90 (1 Wo.)IT | Gemitaiz feat. Emis Killa                                                                                         |
| 2018 | Bretelle Notti brave                                         | IT45 (1 Wo.)IT | Carl Brave feat. Emis Killa                                                                                       |
| 2019 | Supernova MM volume 3                                        | IT17 Gold · (5 Wo.)IT | Erstveröffentlichung: 19. Januar 2019 Verkäufe: + 35.000; Madman feat. Emis Killa                                 |
| 2019 | Kim & Kanye Paranoia Airlines                                | IT10 (1 Wo.)IT | Fedez feat. Emis Killa                                                                                            |
| 2020 | Parola Mula                                                  | IT14 Platin · (11 Wo.)IT | Verkäufe: + 70.000; Giaime feat. Lazza & Emis Killa                                                               |
| 2020 | L’erba voglio (Geordie) J                                    | IT37 (2 Wo.)IT | Lazza feat. Emis Killa                                                                                            |
| 2020 | Alright QVC9                                                 | IT13 (2 Wo.)IT | Gemitaiz feat. Emis Killa & Geolier                                                                               |
| 2020 | Bandito Milano Soprano                                       | IT61 Gold · (2 Wo.)IT | Verkäufe: + 50.000; Don Joe feat. Emis Killa & Paky                                                               |
| 2022 | Pezzi da 20 X2                                               | IT22 (2 Wo.)IT | Sick Luke feat. Emis Killa & Side Baby                                                                            |
| 2022 | Tutto quello che ho PLC Tape 1                               | IT89 (1 Wo.)IT | Fred De Palma feat. Emis Killa, Jvli, & Omar Montes                                                               |
| 2023 | Come mai Innocente                                           | IT63 (1 Wo.)IT | Baby Gang feat. Emis Killa                                                                                        |
| 2023 | Moneylove Le cose cambiano                                   | IT1 ×2Doppelplatin · (23 Wo.)IT | Verkäufe: + 200.000; Massimo Pericolo feat. Emis Killa                                                            |
| 2023 | La Merce Più Buona QVC 10 – Quello che vi consiglio, Vol. 10 | IT48 (1 Wo.)IT | Gemitaiz feat. Emis Killa & Guè                                                                                   |
| 2024 | Due principe Piccolo principe                                | IT66 (1 Wo.)IT | Neima Ezza feat. Emis Killa                                                                                       |
| 2024 | Agente L’angelo del male                                     | IT43 (1 Wo.)IT | Baby Gang feat. Emis Killa & Jake La Furia                                                                        |
| 2024 | Cntnrs Containers                                            | IT14 (3 Wo.)IT | Night Skinny feat. Jake La Furia, Emis Killa, Kid Yugi, Tony Boy, Rasty Kilo, Guè, Paky, Nerissima Serpe & Papa V |

Weitere Gastbeiträge
- 2017: Gucci Benz (Vegas Jones feat. Emis Killa, IT: Gold (25.000+)[2]
- 2019: Million Dollar (Lazza feat. Emis Killa), IT: Gold) (50.000+)[2]

## Belege
1. 1 2  
Chartquellen (Alben):
  - Alben von Emis Killa. In: Italiancharts.com. Hung Medien, abgerufen am 28. Dezember 2023.
  - Alben von Emis Killa. In: Hitparade.ch. Hung Medien, abgerufen am 28. Dezember 2023.
2. 1 2 3 4 5 6 7  Certificazioni. FIMI, abgerufen am 30. Juli 2024 (italienisch).
3. 1 2  
Chartquellen (Singles):
  - Guido Racca & Chartitalia: Top 100 FIMI Singoli. Lulu, 2013, S. 108; 117.
  - Archivio classifiche Top Digital. FIMI, abgerufen am 26. November 2024 (italienisch).

| Personendaten    | Personendaten                                |
| ---------------- | -------------------------------------------- |
| NAME             | Emis Killa                                   |
| ALTERNATIVNAMEN  | Giambelli, Emiliano Rudolf (wirklicher Name) |
| KURZBESCHREIBUNG | italienischer Rapper                         |
| GEBURTSDATUM     | 14. November 1989                            |
| GEBURTSORT       | Vimercate                                    |